# Ліна Андерссон
Лі́на А́ндерссон  (швед. Lina Andersson; 18 березня 1981) — шведська лижниця, олімпійська чемпіонка.

## Виступи на Олімпіадах
| Олімпіада           | Дисципліна            | Місце  |
| ------------------- | --------------------- | ------ |
| Солт-Лейк-Сіті 2002 | спринт                | 28     |
| Солт-Лейк-Сіті 2002 | 10 км                 | 16     |
| Солт-Лейк-Сіті 2002 | переслідування 5/5 км | 39     |
| Солт-Лейк-Сіті 2002 | естафета 4 × 5 км     | 12     |
| Турин 2006          | спринт                | 11     |
| Турин 2006          | 10 км                 | 33     |
| Турин 2006          | 30 км                 | участь |
| Турин 2006          | командний спринт      | 1      |